# Хватів
Хва́тів — село в Україні, в Буській міській громаді Золочівського району Львівської області. Орган місцевого самоврядування — Буська міська рада. Населення становить 228 осіб.

## Географія
Село Хватів розташоване на межі Подільської височини та Малого Полісся та у межах Гологоро-Кременецького кряжу, поблизу низькогірного пасма Вороняки (основні височини — гори Менич та Біла Гора). Лісове господарство села Хватова входить до Національного природничого парку «Північне Поділля». Відстань до обласного центру становить 80 км, до районного центру — 27 км, до центру громади становить 28 км, що проходять автошляхами обласного та місцевого значення. Відстань до найближчої залізничної станції Кути — 8 км.

## Населення
За даними всеукраїнського перепису населення 2001 року у селі мешкало 228 осіб.
Мова
Розподіл населення за рідною мовою за даними перепису 2001 року був наступним:
| українська | 227 | 99,56 |
| інші       | 1   | 0,44  |

## Історія
Точна дата заснування Хватова невідома. У «Географічному словнику Королівства Польського» подається наступна інформація стосовно Хватова. Після смерті польського шляхтича Петра Сененського 10 листопада 1506 року великий маєток Сененських перейшов у спадок дочкам Анні та Ядвізі, які 1511 року поділили батьківський маєток між собою. Частину довколишніх сіл по лівій стороні від Олеського замку отримала Ядвіга, а іншу — Анна. Власницею сіл Хватів, Кути, Чішки, Ясенів та багатьох інших Анна Сененська з Олеська. З цього випливає, що історія села значно давніша.
Село Хватів та його терени часто переплітаються з історією Олеського замку, зазвичай власникам замку належали довколишні села. Також про давність поселення села Хватова говорить близькість до Пліснеська, яке за своєю площею було співрозмірним з найбільшими княжими центрами Київської Русі, зокрема Києвом. Пліснесько знищене татарами у 1240-х роках. Згарища міста були заселеними ще до кінця XIII століття, коли люди розійшлися до нових, краще захищених від нападів поселеннях.
Село розташувалося поміж горами в долині, хати будувалися переважно біля джерела питної води. Людські хати простягалися вздовж річки. В селі на початку XX століття діяли однокласна школа з українською мовою викладання, утримувана коштом місцевої української громади, філії товариства «Просвіта», Українського педагогічного товариства, банку руського «Народний дім», товариства «Сокіл», господарського товариства «Сільський господар».
Вересень 1939 році приніс московських більшовиків, яких 1 липня 1941 року змінили німецькі окупанти. Німці вивезли більшість чоловічого населення на роботу до Німеччини. На території села існував повстанських рух УПА. Багато селян загинули за України в нерівній боротьбі.
Згідно із записами журналів бойових дій, донесеннями і звітами червоноармійських частин та з'єднань, узагальненими в «Ілюстрованій хроніці битви під Бродами», село Хватів опинилося в епіцентрі протистояння між дивізією «Галичина» та військами 1-го Українського фронту радянських військ під час битви під Бродами. 19 липня 1944 року перед 31-м танковим корпусом РСЧА стояло завдання захопити села Загірці, Хватів, Олесько та виходу в район Ожидів—Красне. Внаслідок цього удару бродівське угруповання противника мало б бути розсічене на дві частини в районі шосе Олесько—Ожидів. Такого розвитку подій не допустили підрозділи дивізії «Галичина», знищивши 19-20 липня 1944 року у боях за Хватів та Олесько 12 танків 242-ї танкової бригади.
По війні та повернення совітів розпочалися масові репресії та висилки мирних громадян на каторжні роботи до Сибіру та інші північні концтабори. Жертви репресій були реабілітовані у 1991 та 1992 роках згідно Закону України від 17 квітня 1991 року № 962-XII «Про реабілітацію жертв репресій комуністичного тоталітарного режиму 1917-1991 років» (назва закону в редакції № 2803-XII від 19 листопада 1992 року: «Про реабілітацію жертв політичних репресій в Україні»).
У лісі поблизу села виявлено масове поховання євреїв часів другої світової війни.

## Монументи, пам'ятники

Монумент бійцям 1-ї Кінної Армії поблизу села

На високому пагорбі над трасою Київ-Львів між селищем Олесько та селом Хватів 21 грудня 1975 року відкритий монумент бійцям Першої кінної армії (архітектор — Анатолій Консулов, скульптори — Валентин Борисенко, Казимир Маєвський, інженер-конструктор — Г. Шевчук). Зі здобуттям Україною незалежності пам'ятник втратив своє значення в ідеологічному аспекті. Руйнувати його не стали, проте і піклуватися про монумент ніхто не збирався. Як наслідок, першою зникла плитка з-під доріжки під вершниками. Згодом, вкрали мармурову стелу з шаблею, а прожектори повиривали разом з землею. У 2000-х роках прийшла черга металу. У травні 2017 року відбувся демонтаж металевого каркаса і пам'ятник прибрали, відповідно до закону про «декомунізацію».
У селі встановлено пам'ятник односельцям борцям за Незалежність України, бійцям ОУН та УПА з пам'ятною табличкою, де зазначено імена односельчан, які героїчно загинули за Українську державу.

## Релігійне життя
У центрі села на головній вулиці розташована мурована церква Покладення Чесного Пояса Пресвятої Богородиці, збудована у 1904 році на місці старої корчми. При церкві діяло багато товариств: Братство Найсвятішого Серця Ісуса, товариства жіноче Святої Ольги та тверезості. Місцева парафія Покладення Чесного Пояса Пресвятої Богородиці заснована 20 серпня 1991 року, як релігійна громада Української автокефальної православної церкви. У жовтні 2022 року релігійна громада села приєдналася до Православної церкви України. Давня дерев'яна церква була розташована поряд з сільським цвинтарем та була розібрана при будівництві нової мурованої церкви.

## Відомі люди
- Балушок Олексій Микитович (псевдо: «Береза»; нар. 1930) — учасник підпілля УПА з 1944 року. 27 листопада 1947 року заарештований Олеським РВ МДБ Львівського ВО та засуджений на 25 років ВТТ без обмеження у правах. Норильський ВТТ, ст. Норильськ, Красноярський край. Звільнений 11 жовтня 1954 року з табору та направлений на спецпоселення у Зейський р-н, Амурської області. Сюди ж на поселення 6 січня 1950 року як членів сім'ї учасника підпілля УПА були виселені його батько, мати та сестра Стефанія (нар. 1932). Олексій Микитович реабілітований Львівською обласною прокуратурою 5 серпня 1992 року, а його родина — 17 квітня 1991 року[20].
- Ільків Василь Іванович (псевдо: «Горинь», «Легінь») — член Команди Золочівського ТВ-11 «Пліснесько», ад'ютант крайового провідника ОУН Романа Кравчука, лицар Срібного хреста бойової заслуги УПА 1 класу та Бронзового хреста бойової заслуги УПА.
- Кузьма Богдан Михайлович (псевдо: «Борис», «Богдан», «Кайдаш», «К-13», «Юрко», «Кубайчук») — крайовий провідник ОУН Поділля. Відзначений медаллю «За боротьбу в особливо важких умовах»[21].
- Сисун Іван Тимофійович (псевдо: «Голуб», «Юрко», «27»; 1916, с. Хватів — смт Олесько) — стрілець повстанської групи Г. Котельницького («Шугая»; 11.1943—03.1944), ройовий сотні УПА «Іванка» (весна 1944), а відтак — командир чоти сотні УПА «Витязі» (06.1944—09.1946), бойовик куща «Грізного» в Олеському районі (09.1946—02.1947), кущовий провідник у Заболотцівському районі (06.1947—04.1948), референт СБ Бродівського районного проводу ОУН (8.04.1948—25.05.1948), бойовик Берлинського (05—11.1948) та Гаївського кущів ОУН (11.1948—2.12.1948). 2 грудня 1948 року у с. Гаї (нині Золочівського р-ну) оперативною групою Бродівського РВ МДБ у непритомному стані захоплений у криївці. Заарештований 15 грудня 1948 року Бродівським РВ МДБ. ВТ військ МВС Львівської області 12 травня 1949 року за ст. 54-1а, 54-11 КК УРСР засуджений до 25 років виправно-трудових таборів та 5 років позбавлення у правах. Покарання відбував у Дубравному ВТТ МВС СРСР. Військовий Трибунал Куйбишівського гарнізону 13 травня 1963 року зменшив термін ув'язнення до 15 років. Звільнений 2 грудня 1963 року з Дубравлагу. Реабілітований 25 липня 1995 року[22][23].